# Giorgio Ferrara (regista)
Giorgio Ferrara (Roma, 19 gennaio 1947 – Roma, 18 maggio 2023) è stato un regista e direttore artistico italiano.

## Biografia
Figlio di Maurizio e di Marcella De Francesco (e fratello maggiore di Giuliano), dal 1958 al 1961 abitò a Mosca, dove il padre era corrispondente de l'Unità.
Iniziò la carriera come regista teatrale, inizialmente come aiuto di Luca Ronconi, poi dirigendo in proprio opere di autori, quali Carlo Bernari, Luigi Pirandello, August Strindberg, Francesca Sanvitale, Carlo Goldoni, Enzo Siciliano, Franca Valeri, Natalia Ginzburg, Cesare Musatti, Corrado Augias, con attori, quali Adriana Asti (divenuta sua moglie nel 1982), Valeria Moriconi, Andrea Giordana, Franco Citti, Gato Barbieri, Paolo Bonacelli, Ilaria Occhini, Ugo Pagliai.
Per il cinema, diresse Un cuore semplice (premio speciale ai David di Donatello 1977 e Nastro d'argento al miglior regista esordiente) e Tosca e altre due. 
Fu anche regista di opere liriche con l'orchestra Sinfonica Giuseppe Verdi di Milano. 
Dal 2003 al 2007 diresse l'Istituto Italiano di Cultura di Parigi; e dal 2007 al 2020 il Festival dei Due Mondi.
È morto il 18 maggio 2023 a Roma all'età di 76 anni.

## Vita privata
Il suo matrimonio con la Asti, di sedici anni più grande di lui, si concluse con la morte del regista. La coppia non ebbe figli.

## Filmografia

### Cinema
- Un cuore semplice (1977)
- L'addio a Enrico Berlinguer – documentario (1984)
- Caccia alla vedova (1991)
- Tosca e altre due (2003)

### Televisione
- Addavenì quel giorno e quella sera – miniserie TV (1979)
- L'uomo che ho ucciso – film TV (1996)
- Avvocati – serie TV (1998)